# 基地業務群 (第8航空団)
第8航空団基地業務群（だい8こうくうだんきちぎょうむぐん）は、築城基地に所在する第8航空団隷下の部隊である。

## 概要
築城基地における基地業務を任務とする。また「基地防空隊」を擁しており、各種防空火器（VADS・81式短距離地対空誘導弾・91式携帯地対空誘導弾・基地防空用地対空誘導弾）をもって敵航空機の攻撃からの基地防空の任にもあたっている。

## 部隊編成
- 群本部
- 第8基地防空隊
- 飛行場勤務隊
- 施設隊
- 通信隊
- 管理隊
- 業務隊
- 会計隊
- 衛生隊

## 主要幹部
| 官職名                  | 階級    | 氏名     | 補職発令日     | 前職                                                 |
| ----------------------- | ------- | -------- | -------------- | ---------------------------------------------------- |
| 第8航空団基地業務群司令 | 1等空佐 | 寺内真寿 | 2017年08月01日 | 北部航空警戒管制団第42警戒群司令 兼 大湊分屯基地司令 |

| 代 | 氏名       | 在職期間                        | 前職                                                      | 後職                                                  |
| -- | ---------- | ------------------------------- | --------------------------------------------------------- | ----------------------------------------------------- |
|    | 宮原重弘   | 0000年00月00日 - 1970年07月15日 |                                                           | 航空自衛隊幹部学校付                                  |
|    | 前田清慶   | 0000年00月00日 - 1972年02月15日 |                                                           | 輸送航空団付                                          |
|    | 高浪淳     | 1972年02月16日 - 1973年07月15日 | 航空幕僚監部人事教育部人事課勤務                          | 保安管制気象団司令部人事部長                          |
|    | 矢島精三   | 0000年00月00日 - 1975年03月16日 |                                                           | 自衛隊茨城地方連絡部長                                |
|    | 佐藤計俊   | 0000年00月00日 - 1977年03月15日 |                                                           | 西部航空方面隊司令部監理部長                          |
|    | 岡崎勉     | 0000年00月00日 - 1979年03月15日 |                                                           | 西部航空方面隊司令部監理部長                          |
|    | 長野貞夫   | 1979年03月16日 - 1981年03月15日 | 航空幕僚監部人事教育部厚生課 給与班長                     | 北部航空方面隊司令部監理部長                          |
|    | 船橋通郎   | 1981年03月16日 - 1983年07月31日 | 航空総隊司令部勤務                                        | 中部航空方面隊司令部人事部長                          |
|    | 三好元亨   | 1983年08月01日 - 1985年07月31日 | 保安管制気象団勤務                                        | 保安管制気象団勤務                                    |
|    | 松本祐輔   | 0000年00月00日 - 1987年11月03日 |                                                           | 航空自衛隊第1補給処立川支処長 兼 立川分屯基地司令     |
|    | 石川儀一   | 1987年11月04日 - 1989年03月15日 | 航空総隊司令部監理部総務班長                              | 第3輸送航空隊副司令                                   |
|    | 宅美志郎   | 1989年03月16日 - 1990年11月30日 | 航空幕僚監部人事教育部教育課 教範教材班長 兼 実務訓練班長 | 中部航空方面隊司令部監理部長                          |
|    |            | 0000年00月00日 - 0000年00月00日 |                                                           |                                                       |
|    | 山口達一   | 1992年03月16日 - 1993年11月30日 | 航空幕僚監部防衛部施設課 施設基準班長                     | 西部航空施設隊司令                                    |
|    | 近藤義廣   | 1993年12月01日 - 1994年11月30日 | 航空幕僚監部防衛部運用課勤務                              | 南西航空混成団司令部防衛部防衛課長                    |
|    | 末田洋一   | 1994年12月01日 - 1997年03月31日 | 南西航空混成団司令部勤務                                  | 第8航空団付                                           |
|    | 山根昭英   | 1997年04月01日 - 0000年00月00日 | 航空教育集団司令部総務部総務課長                          |                                                       |
|    |            | 0000年00月00日 - 0000年00月00日 |                                                           |                                                       |
|    | 竹ノ内政則 | 1999年04月01日 - 2000年06月29日 | 航空幕僚監部装備部調達課計画班長                          | 航空自衛隊第1補給処資材計画部長                       |
|    | 濱地善明   | 2000年06月30日 - 2002年03月21日 | 航空幕僚監部監理部会計課予算班長                          | 航空幕僚監部監理部会計課長                            |
|    | 橋口利廣   | 2002年03月22日 - 2004年03月31日 | 航空支援集団司令部防衛部防衛課長                          | 航空自衛隊第3術科学校副校長                           |
|    | 尾上定正   | 2004年04月01日 - 0000年00月00日 | 航空幕僚監部防衛部防衛課防衛班長                          |                                                       |
|    |            | 0000年00月00日 - 0000年00月00日 |                                                           |                                                       |
|    | 小野賀三   | 0000年00月00日 - 2006年08月03日 |                                                           | 航空幕僚監部防衛部装備体系課長                        |
|    | 渡邊清吉   | 2006年08月04日 - 2008年11月30日 | 航空幕僚監部人事教育部援護業務課 援護班長                 | 航空幕僚監部総務部総務課 情報公開・個人情報保護室長   |
|    | 小田紀彦   | 2008年12月01日 - 2010年01月04日 | 航空幕僚監部防衛部防衛課 業務計画班長                     | 航空幕僚監部装備部装備課調達室長                      |
|    | 柿原国治   | 2010年01月05日 - 2011年08月04日 | 航空幕僚監部防衛部防衛課編成班長                          | 統合幕僚監部運用部運用第2課 運用調整官                |
|    | 宮木浩     | 2011年08月05日 - 2011年11月30日 | 航空警務隊副司令                                          | 第8航空団副司令                                       |
|    | 鈴内克律   | 2011年12月01日 - 2014年08月09日 | 航空幕僚監部防衛部勤務                                    | 航空幕僚監部技術部技術課 先進技術室長                 |
|    | 荒武克彦   | 2014年08月10日 - 2016年03月24日 | 航空自衛隊幹部学校総務課長                                | 航空自衛隊第4補給処高蔵寺支処長 兼 高蔵寺分屯基地司令 |
|    | 阿部康彦   | 2016年03月25日 - 2017年07月31日 | 航空幕僚監部防衛部装備体系課 装備体系調整官               | 航空自衛隊幹部学校勤務                                |
|    | 寺内真寿   | 2017年08月01日 -                | 北部航空警戒管制団第42警戒群司令 兼 大湊分屯基地司令      |                                                       |